# FC 스포르타뎀클럽 모스크바

역사적인 로고

FC 스포르타뎀클럽 모스크바(러시아어: ФК «Спортакадемклуб»)는 모스크바를 연고로 하는 러시아 프로 축구 클럽이다.
2008년 러시아 1부 리그 강등권 밖에서 경기를 마쳤음에도 불구하고(팀이 2부 대회에서 보낸 유일한 시즌), 클럽은 2009 시즌에 리그에서 참가할 여유가 없었고 자원하여 러시아 2부 리그 로 강등되었다. 2009 시즌. 2010 시즌에는 러시아 2부 리그 에서 아마추어 4부 리그 아마추어 풋볼 리그로 강등되기까지 했다.
1997년 이전에 팀은 FC Mashinostroitel이라고 불렸고 세르기예프포사트를 대표했다.
1994년부터 2010년까지 전반적으로 프로 경기를 펼쳤었다.